# Cola acuminata
El árbol de cola, nombrado a menudo a partir de su fruto, la nuez de cola o nuez de Sudán (Cola acuminata) es una especie de árbol de la familia de las malváceas. Es originaria de África tropical.

## Descripción
Son árboles monoicos o dioicos de hojas simples, palmatilobadas o digitadas, con pecíolos a menudo provisto de un pulvínulo. Las flores se producen en forma de  racimos o panículas axilares sobre la madera vieja. Presentan un cáliz con 4 o 5 lóbulos (pudiendo a veces llegar hasta 7) y carecen de pétalos. Las flores masculinas tienen de 5 a 12 estambres dispuestos en dos anillos sobre una corona. Fruto en folículo de 1 a 6 carpelos leñosos con dehiscencia longitudinal, que suelen adoptar una forma estrellada formada por los "lóbudos unidos a un eje". En el interior de estos lóbulos se encuentran de 5 a 14 semillas duras de unos 25 gramos de peso y 3 o 4 cm de longitud, llamadas nueces de cola. Este fruto se obtiene también de otra especie cuyo fruto es ligeramente más pequeño y de color más claro, la cola nítida.

## Parte empleada

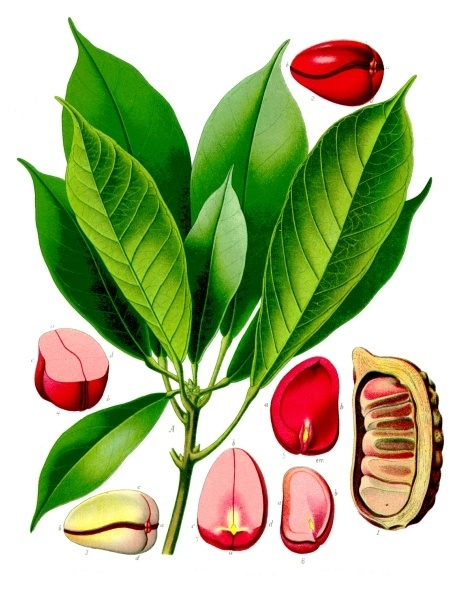
Las semillas del árbol de la cola (Cola nitida (Vent.) Schott et Endl. o de la Cola acuminata (Beauv.) Schott et Endl.), desecadas y desprovistas del episperma.

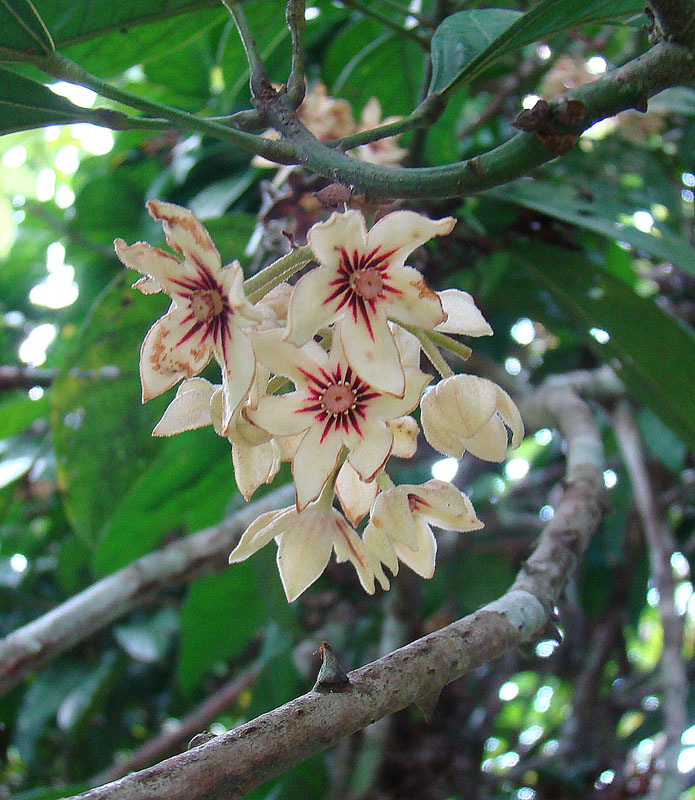
Flores

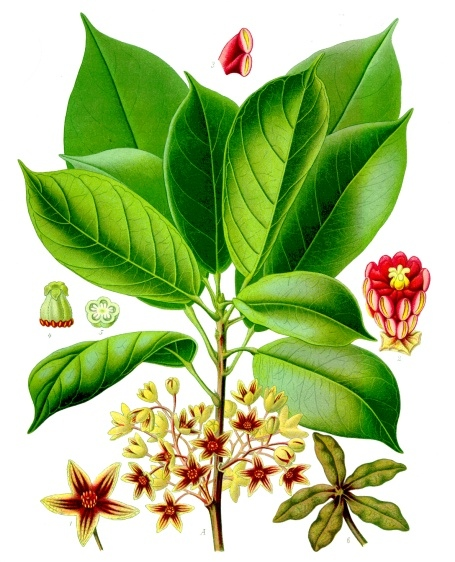
Ilustración

De la nuez de cola se producía[cita requerida] en 1898 un extracto para refrescos por su alto contenido de cafeína (hasta 5 %).
En África se usan todavía las semillas de forma tradicional, dándoles usos varios como alimentación, medicinal, ceremonial y su madera como material de construcción.

## Principios activos
- Bases xánticas (1,3-2,5 %): cafeína (1-2,5%), teobromina y teofilina (trazas).
- Taninos (5-10%): catecol, epicatecol; flobafenos, sales potásicas.

## Acción farmacológica
Estimulante del sistema nervioso central (comparable al café o té pero de efecto más suave), combate la astenia y tiene efecto cardiotónico, digestivo, lipolítico y diurético.

## Efectos secundarios
Excitación, un poco de insomnio y en ocasiones taquicardia. Puede provocar sobreexcitación en dosis muy altas (sobredosis) seguida de leve depresión.
La nuez de cola libera de forma lenta la cafeína, por lo que presenta un efecto estimulante más suave que el café y alarga el tiempo de eliminación de la cafeína, lo que potencia el efecto excitante de las bebidas refrescantes en las que va asociada a otras sustancias con bases xánticas. Han de evitarse las asociaciones muy concentradas con café, algunos tés y mate en personas con deficiencias cardiovasculares o de temperamento nervioso. Sin embargo, no hay estudios detallados de efectos secundarios graves en dosis relativamente bajas y algunos recomiendan una ingesta diaria menor a 10 gramos del fruto (nuez).

## Taxonomía
Cola acuminata fue descrita por (P.Beauv.) Schott & Endl. y publicado en Meletemata Botanica 33. 1832.
Sinonimia
Esta especie ha recibido a lo largo de la historia otros nombres científicos que se consideran sinónimos:
- Bichea acuminata (P.Beauv.) Farw.
- Bichea solitaria Stokes
- Bichea sulcata Pierre ex A.Chev.
- Braxipis grandiflora Raf.
- Braxipis nitida Raf.
- Clompanus longifolia Kuntze
- Cola grandiflora Schott & Endl.
- Cola ledermannii Engl. & K.Krause
- Cola macrocarpa Schott & Endl.
- Cola pseudoacuminata Engl.
- Colaria acuminata Raf.
- Edwardia acuminata (P.Beauv.) Kuntze
- Edwardia lurida Raf.
- Lunanea bichy DC.
- Siphoniopsis monoica H.Karst.
- Southwellia longifolia Raf.
- Sterculia acuminata P.Beauv.	basónimo
- Sterculia grandiflora Vent.
- Sterculia laxiflora Rusby
- Sterculia longifolia Vent.
- Sterculia macrocarpa G.Don[4]